# Stenopola
Stenopola is een geslacht van rechtvleugeligen uit de familie veldsprinkhanen (Acrididae). De wetenschappelijke naam van dit geslacht is voor het eerst geldig gepubliceerd in 1873 door Stål.

## Soorten
Het geslacht Stenopola omvat de volgende soorten:
- Stenopola bicoloripes Descamps & Amédégnato, 1972
- Stenopola bohlsii Giglio-Tos, 1895
- Stenopola boliviana Rehn, 1913
- Stenopola caatingae Roberts & Carbonell, 1979
- Stenopola dorsalis Thunberg, 1827
- Stenopola flava Roberts & Carbonell, 1979
- Stenopola nigricans Roberts & Carbonell, 1979
- Stenopola pallida Bruner, 1906
- Stenopola porphyreus Gerstaecker, 1873
- Stenopola puncticeps Stål, 1861
- Stenopola rubrifrons Roberts & Carbonell, 1979
- Stenopola tigris Roberts & Carbonell, 1979
- Stenopola viridis Roberts, 1980
- Stenopola vorax Saussure, 1861